# Nacrat
Nacarat és un nom de color antic, d'ús preciós, que designa una tonalitat de vermell o vermell-taronja, o rosa, utilitzat principalment en l'àmbit de la moda i la roba, i la color de la qual, com sovint en aquest cas, és imprecisa o fluctuant. No s'ha de confondre amb nacrat (que té la color, iridescència o aspecte del nacre).
- en pintura per a la decoració de Nacarat[2] i en tela vermella de tapisseria nacarat;[3]
- en catàlegs de moda, Nacarat,[4] Nacarat,[5] nacarat rosa;[6]
- als catàlegs de moda en llengua anglesa , l'ombra és Nacarat,[7] Nacarat,[8] Nacarat[9] anant així gairebé a taronja cremada.

A França, l'uniforme dels centres educatius de la Legió d'Honor inclou una cintura que es porta a l'espatlla, la color del qual indica la classe dels alumnes. Les classes de ''seconde'' porten aquest cinyell de vermell i reben el nom de « classes nacarat » .

## Història
El mot, atestat en francès 1626, sota l'hispanisme nacarat apareix a la llista de noms de colors de moda ridiculitzats per Agrippa d'Aubigné el 1630 Nogensmenys, apareix al Règlements et statuts généraux concernant les manufactures del 1669 i en l’Instruction générale sur la teinture des laines del 1671, i Louis Bertrand Castel s'interroga el 1740 sobre la possibilitat d'utilitzar-lo com a color primària. El considera com un vermell tarongenc, enèrgicament contradit per Michel Eugène Chevreul encara que ell mateix va classificar el 1828 el nacarat amb l'escarlata i la color del foc, entre les colors vermell-groc. Castel, en tot cas, segueix altres autors, que estimen el nacarat com a taronja, encara que aquesta no és l'opinió general.
Al segle xix, Michel-Eugène Chevreul es va comprometre a identificar els colors entre si i en relació amb les línies de Fraunhofer. El Nacarat de la Instruction générale del 1671 és per a ell 2 vermell 10 to . Aquesta qualificació també és la d'un dels vermells de garança i possiblement encarnat carmesí l'Instruction, un vermell d'Andrinòpol en cotó del tintorer Steiner i el color Feu sur soie ("foc sobre seda") de Guinon, i les colors per als artistes Vermelló de Berlín de Gauthier-Édouart (9 tons) i Carmí 40% en pols de Gademann (12 tons). Però Chevreul també valora les colors indicades pels altres. El nacarat de Castel seria, doncs , 5 vermell 10 to o vermell tarongenc 10 to , mentre que la de la seda del tintor Tuvée seria de 2 vermell 14 to. És aquesta darrera color que cita entre els « Noms de colors més freqüentment utilitzades en la conversa i en els llibres ».
El Répertoire de couleurs of the Society of Chrysanthemists, publicat l'any 1905, cita el Nacarat del comerciant de colors Lorilleux com un dels sinònims del seu vermell cardenal, és a dir que els experts creuen que la color de Lorilleux és idèntica. Altres sinònims són Lacque brillante de Lefranc, Rouge de Perse de Ripolin, Carmin extra de Bourgeois.

## Moda
El nom de color nacarat no sembla haver tingut gens d'importància particular fins al Directori, en què era la color del gran vestit dels directors. Va passar de moda immediatament després de la caiguda d'aquest règim.
Al segle xix, de vegades es defineix com a vermell pàl·lid o rosa. Es pot formular la hipòtesi que com que el nom i la color ja fa temps que no apareixen en l'actualitat de la moda, a França alguns s'imaginen la color a partir de la seva suposada etimologia de nacarado castellà, llegida al diccionari, d'on no ha desaparegut mai.
Furetière dubta d'aquesta etimologia proposada per Ménage, i l'Oxford English Dictionary assenyala la semblança amb l'àrab nakarat, que designa una flor vermella utilitzada en la tintura. Però l'opinió de Ménage es va imposar als diccionaris francesos.